# Kuchnia paragwajska

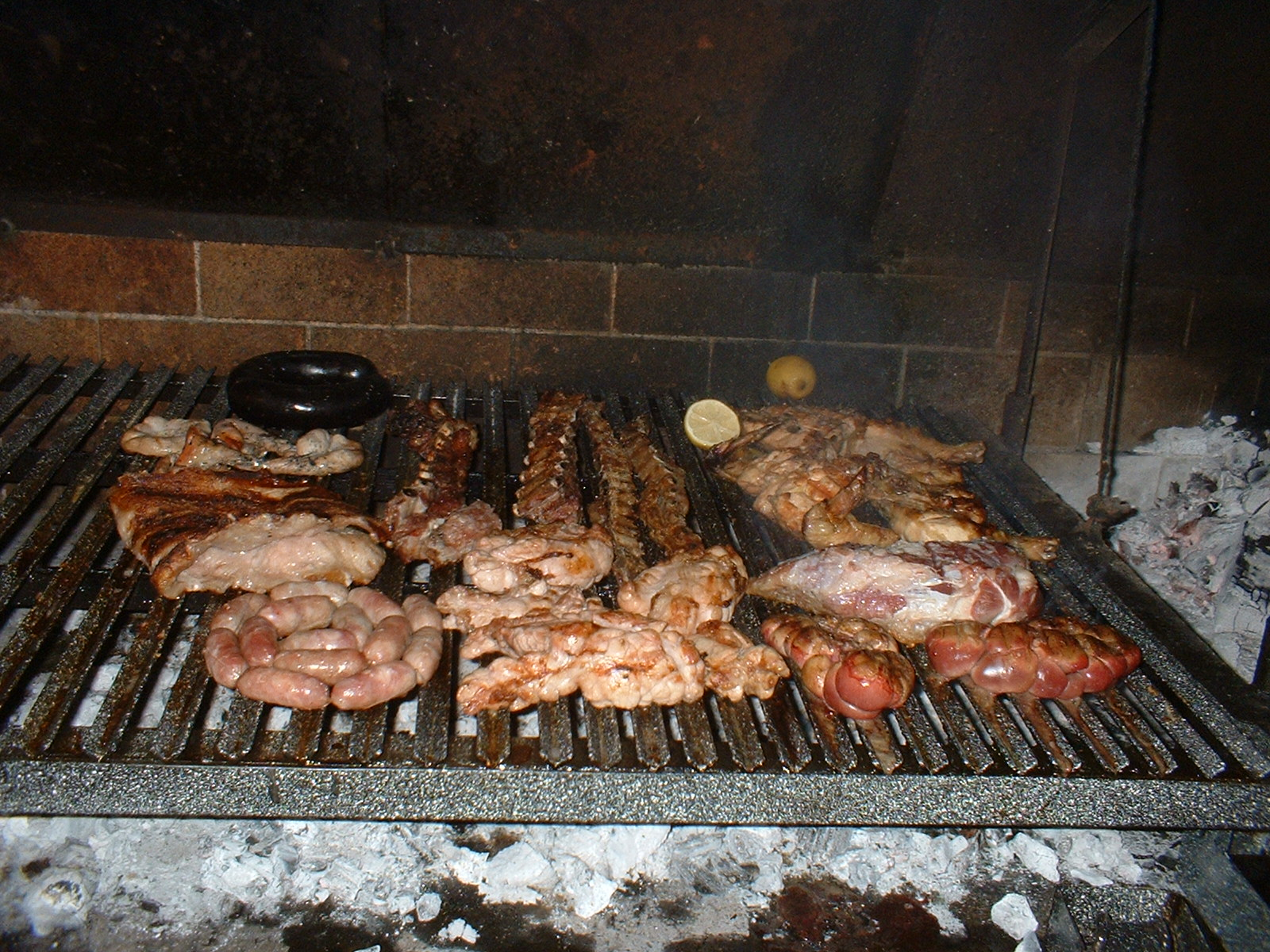

Kuchnia paragwajska – zestawy potraw i napojów charakterystyczne dla tradycji kulinarnej mieszkańców Paragwaju.
Wraz z kuchniami takich krajów jak Argentyna, Brazylia, Chile, Peru czy Urugwaj, zaliczana do kategorii kuchni południowoamerykańskich, które charakteryzują się znacznym podobieństwem w zakresie typów dań spożywanych o określonych porach i sposobów ich serwowania, jak również stosowanych składników, szczególnie zbóż, owoców i warzyw.
Przepisy kuchni paragwajskiej odzwierciedlają wielowiekowe, wzajemne wpływy tradycji kulinarnych rdzennej i napływowej ludności, głównie Indian Guarani i przybyszy z Półwyspu Iberyjskiego. Z kuchni hiszpańskiej przejęto m.in. mięso wołowe, nabiał, oliwę, owoce cytrusowe, cebulę i czosnek. Zbożowe, warzywne i rybne składniki tradycyjnych potraw paragwajskich są głównie miejscowego pochodzenia. W kuchni Paragwaju znalazły zastosowanie szczególnie dwa rodzime gatunki roślin - maniok i kukurydza.